# Quarterpony
Quarter Pony är olika typer av ponnyer som registreras i den amerikanska föreningen "American Quarter Pony Association". Detta var för att ponnyer utan känd härstamning skulle kunna få vara med i shower precis som renrasiga ponnyer. Det är idag ingen riktig hästras men för att få registreras krävs ändå att ponnyerna har en liknande exteriör till typiska amerikanska bruksraser så som Quarterhästen eller Morganhästen.

## Historia
Historien börjar egentligen redan med starten av "American Quarter Horse Association". De Quarterhästar som var för små för att registreras i Quarterhästföreningen kallades helt enkelt för Quarter Pony och fick inte registreras. Men ponnyns framtid säkrades 1964 med Harold Wymore. Harold jobbade med att borra brunnar men hade hästar som ett stort intresse och han hade lärt sig träna, rida och handla med hästar redan vid 11 års ålder. Harold köpte två valackar på en marknad detta år som han skulle träna. Inga papper fanns på hästarna och ingen visste om deras ursprung. Hemma på gården hade Harolds grannar en son som var intresserad av hästar. Harold lät pojken jobba i stallet mot att pojken skulle få lära sig ta hand om hästar och lära sig rida, eventuellt även ställa upp i shower med någon häst.
De två ponnyvalackerna visade sig både kunna passa som jordbrukshästar samtidigt som de visade stor energi och utstrålning på ridbanorna. Men allt eftersom reglerna ändrades på tävlingsbanorna så blev det svårare för Harold att ställa upp med sina oregistrerade ponnyer. Många shower krävde identitetspapper. Harold bestämde sig då för att göra något åt de ponnyer som inte hade någon känd härstamning. Det var tack vare de två valackarna.
American Quarter Pony Association startades då och Harold tvingades sätta upp regler för registreringen för att hans register skulle tillåtas. Harold satte den tillåtna mankhöjden mellan 115 och 148 cm som är högsta tillåtna mankhöjden för att räknas som ponny. Till slut bestämdes även att hästarna inte fick vara "gaited", dvs ha några extra gångarter utöver de vanliga tre, skritt, trav och galopp. Ponnyerna skulle även ha en typisk bruksexteriör liknande Quarterhästens, viktigast var att ponnyerna inte behövde ha kända föräldrar, även om detta var välkommet. De vanligaste ponnyerna som registrerades i föreningen var dock hästar, oftast Quarterhästar som var för korta för att få registreras i sin egen förening, något som även uppmuntras av föreningen, men det är inte nödvändigt.
När Harold dog 1988 hade föreningen gått förvånansvärt bra och idag är ponnyer från hela USA och Kanada registrerade i föreningen. Harold fick se en chans för de ponnyer som blivit ratade på grund av att de inte mötte de andra föreningernas exteriöra krav.

## Egenskaper
Ponnyerna kan variera otroligt i utseende då de kan tillhöra en rad olika raser eller vara korsningar, men kravet för att registreras är att de ska ha en typisk bruksexteriör, dvs att de inte får vara för slanka, utan lite grövre ridponnyer med kraftig bakdel och väl musklad kropp. Ponnyerna får inte vara under 115 cm och inte över 148 cm i makhöjd. Huvudet ska utstråla intelligens och ponnyerna ska vara lugna och lätthanterliga.